# Кузма (Словенија)
Кузма (словен. Kuzma, прек.: Küzdoblani) је насеље и управно средиште истоимене општине Кузма, која припада Помурској регији у Републици Словенији.
По попису становништва из 2011. године насеље Кузма имало је 375 становника.